# اندیس خاک صنعتی جنوب غرب شهرستان شاهرود
خاک صنعتی جنوب غرب شهرستان شاهرود یک اندیس غیرفلزی است که در حوالی شهر شاهرود استان سمنان قرار دارد و مادهٔ معدنی موجود در آن، خاک صنعتی است.